# Раб коректури
«Ра́б коректу́ри» (англ. Galley Slave) — науково-фантастичне оповідання американського письменника Айзека Азімова, вперше опубліковане 1957 року в часописі Galaxy Science Fiction. Вийшов друком у збірках «Інше про роботів» («The Rest of Robots») (1964), «Все про роботів» («The Complete Robot») (1982) та «Мрії робота» («Robot Visions») (1990).

## Сюжет
В оповіданні йдеться про судовий позов 2034 року професора соціології Сімона Нігеймера до U.S. Robots and Mechanical Men, Inc. Професор стверджує, що робот EZ-27 (Ізі), якого взяв в оренду Північно-Східний університет, навмисно переписав частину книги Нігеймера під час її коректури. Нігеймер вважає, що публікація у такому вигляді виставила його неуком перед колегами та призвела до втрати ним професійної репутації.
Доктор Сьюзен Келвін знає, що робот не міг так вчинити. Навпаки, вона вважає, що Нігеймер таємно наказав роботу це вчинити. Ізі мовчить про те, що сталося, оскільки його слова можуть завдати шкоди професорові, а це є порушенням Першого закону робототехінки. Складність захисту в тому, що поза корпорацією U.S. Robots немає ні одного робототехніка з відповідними знаннями, який міг би виступити незалежним експертом.
Адвокат захисту викликає свідчити Нігеймера у присутності EZ-27, та вказує на дивну поведінку Нігеймера, який спочатку був агресивно налаштованим проти використання робота в університеті, однак, не обтяжував ні себе ні свого помічника вичитуванням та довірливо доручив коректуру роботу. Коли Нігеймер розказує наскільки великою є завдана йому шкода, Ізі раптово встає та починає говорити, Нігеймер наказує йому замовкнути, що є побічним доказом намагання спотворити перебіг процесу.
По завершенні процесу Сьюзен Келвін відвідує Нігеймера, аби з'ясувати для себе мотиви його поведінки. Вона пояснює, що робот у суді встав не через те, аби звинуватити Нігеймера, а тому, що хотів його захистити — згідно з Першим законом, проте доктор піддався на провокацію. У ході бесіди з'ясовується, що Нігеймер ненавидить роботів, бо в майбутньому вони могли б не лише працювати, але й творити, чим демотивують людство до творчості.